# Lasius niger
Lasius niger Linnaeus, 1758, è una formica del genere Lasius, comunemente detta formica nera o formica nera dei giardini, diffusa in tutta l'Europa ed in alcune parti del Nord America e dell'Asia.

## Descrizione
Le operaie presentano un addome semi-estensibile per contenere i liquidi zuccherini e sono lunghe circa dai 3 ai 5 millimetri; le regine possono arrivare a 9 mm.

## Biologia
Specie monoginica, ovvero formata da un'unica regina, forma colonie con un numero variabile di individui tra le 15 000 e le 30 000 unità. Può anche formare in pleometrosi. Estremamente adattabili, nidificano nel terreno in piccoli nidi, e vanno in ibernazione nel periodo invernale.
Le operaie si nutrono soprattutto della melata rilasciata da omotteri parassiti delle piante come afidi e cocciniglie, con cui vivono in simbiosi e proteggono dai predatori distribuendoli sulle piante nell'ambiente esterno al nido, le proteine invece le ottengono da insetti e aracnidi di piccole e medie dimensioni